# Macelo Magno
Macelo Magno (em latim: Macellum Magnum) foi um mercado de provisões (macelo) da antiga Roma situado no monte Célio. Foi construído e dedicado pelo imperador Nero (r. 54–68) em 59, talvez no local da atual Igreja de São Estêvão Redondo. Foi representado em moedas do período como um edifício circular de dois andares, com um tolo ou estrutura abobadada central cercada por colunatas. Especula-se que tenha sido destruído em alguma data posterior e então reconstruído no final do século IV para uso público, talvez como um mercado. Foi transformado na Igreja de São Estêvão Redondo pelo papa Simplício (468–483), e restaurado com várias mudanças por Teodoro I (642–649) e Nicolau V (1447–1455).
O edifício consistiu em uma colunata circular de dois andares, com 22 colunas, que apoiou um telhado abobadado. Foi cercado por uma colunata concêntrica externa de 32 colunas, também em dois andares. Fora disso havia um ambulatório de 10 metros de largura, dividido em oito segmentos por linhas de colunas. Os segmentos alternados não tinha parede exterior e, por conseguinte, se assemelhava a pátios abertos. Do edifício de Nero apenas porções das fundações de travertino, parte do muro do recinto, e oito pilares da colunata externa sobreviveram. O edifício original foi fechado por um pórtico retangular, contendo tabernas, das quais restos talvez ainda eram visíveis no século XVI.